# ラジKING
ラジKING（ラジキング）は、KRY山口放送ラジオで2006年9月30日から放送を開始したラジオ番組。

## 概要
31年間続いた『Swing Saturday ねぎって行こう!』の後を受ける形で「さだとあ～やのラジKING」（さだとあ～やのラジキング）のタイトルでスタート。前番組から引き続きネッツトヨタ山口がスポンサーとなり、前番組で好評だった中古車を値切る企画も引き続き行われる。
パーソナリティの塚田文アナウンサーが、2009年3月31日をもって山口放送を退社したため（後任は小野口奈々アナウンサー）、タイトルが「さだとあ～やのラジKING」から「ラジKING」となった。
また、アナウンサーの福谷貞夫アナウンサーが、2011年7月30日をもって山口放送を退社し（後任は渡辺三千彦アナウンサー）、また9月末をもって小野口奈々アナウンサーが「熱血テレビ」のMCとなったため、番組を降板し（後任は中村衣里アナウンサー）、同時に「ラジKING GOLD」（ラジキング ゴールド）に改名された。

## 放送時間
- 毎週土曜日 16:00 - 16:55
  - 初回放送は14:30 - 15:30に「KRY秋まつり」公開生放送でのお披露目となった。

## パーソナリティ
- 渡辺三千彦
- 中村衣里

ともにKRYアナウンサー
- 原田かおり （2020年10月3日 - 2021年9月26日、2023年8月5日 - 2024年3月30日、中村の産休休暇による代理出演）

## 過去のパーソナリティ
- 塚田文（あ〜や）（2006年09月30日 - 2009年03月28日）
- 福谷貞夫（さだ）（2006年09月30日 - 2011年07月30日）
- 小野口奈々（2009年04月04日 - 2011年09月24日）

## コーナー
2019年4月時点で放送中のコーナー。
- 衣里のAサイド

- すまいる大学校
  - 毎週お題を設け、面白い回答を募集するリスナー参加型のネタコーナー。
  - 毎週最も面白かった回答を投稿したリスナー1名に番組独自のポイント「1単位」が贈呈されると共に番組特製ステッカーがプレゼントされる。単位が5単位貯まるとリスナーは「2回生」に昇格する。

- 渡辺のBサイド

- おねだり大作戦
  - 「Swing Saturday ねぎって行こう!」から続く、中古車を放送中に値切っていく企画。

| KRY山口放送ラジオ 土曜16:00〜16:55（ネッツトヨタ山口提供枠） | KRY山口放送ラジオ 土曜16:00〜16:55（ネッツトヨタ山口提供枠） | KRY山口放送ラジオ 土曜16:00〜16:55（ネッツトヨタ山口提供枠） |
| 前番組                                                       | 番組名                                                       | 次番組                                                       |
| ------------------------------------------------------------ | ------------------------------------------------------------ | ------------------------------------------------------------ |
| Swing Saturday ねぎって行こう!                               | さだとあ〜やのラジKING → ラジKING→ラジKING GOLD              | -                                                            |